# آیزک ماکوالا
آیزک ماکوالا (انگلیسی: Isaac Makwala؛ زادهٔ ۲۹ سپتامبر ۱۹۸۶) یک دونده اهل بوتسوانا است. از افتخارات وی میتوان وی می‌توان به کسب مدال طلای ۴۰۰ متر در مسابقات قهرمانی دو و میدانی آفریقا در سال ۲۰۱۲ و ۲۰۱۴ و مدال طلای ۴×۴۰۰ متر امدادی در سال ۲۰۱۴ اشاره کرد.